# Innere Reichsgründung
Innere Reichsgründung ist ein in der Geschichtswissenschaft kontrovers diskutierter Begriff zur Charakterisierung der politischen und gesellschaftlichen Veränderungen des Deutschen Kaiserreichs nach 1878/79. Darunter fallen etwa die protektionistische Schutzzollpolitik oder die repressiven Maßnahmen gegen die Arbeiterbewegung im Rahmen des Sozialistengesetzes.

## Grundzüge des Konzeptes
Bereits Zeitgenossen wie Heinrich von Treitschke haben den Politikwechsel von 1878/79 als eine tiefgreifende Veränderung der deutschen Innenpolitik aufgefasst. Hatte dieser die Wende noch positiv bewertet, wird sie von der neueren Forschung negativ als langfristige Stärkung der antiliberalen Kräfte im Deutschen Kaiserreich gewertet. Zur Charakterisierung des Politikwechsels von Otto von Bismarck von 1878/79 und den damit verbundenen langfristigen Folgen hat der Historiker Helmut Böhme in den 1960er Jahren den Begriff der inneren Reichsgründung geprägt. „Die Formung der konservativ-agrarisch-schwerindustriellen Solidarität als neuer deutscher Integrationskraft, die an die Stelle der verblassenden freihändlerischen, liberalen Interessengemeinschaft der Reichsgründungszeit trat, bedeutete den Abschluss der Einigungsepoche und die Schaffung der preußischen Hegemonie im deutsch-konservativen Staat.“ Die Basis der Politik habe seitdem anstelle des Bündnisses Bismarcks mit den Nationalliberalen ein wechselndes Bündnis der Konservativen mit dem Zentrum oder den Nationalliberalen sowie der Schwerindustrie und der Landwirtschaft gebildet. Seither sei der deutsche Sonderweg zwischen dem russischen Autokratismus auf der einen und der westlichen Demokratie auf der anderen Seite befestigt. Innenpolitisch gab es danach eine Kontinuität von den Kartellparteien über die Sammlungspolitik der 1890er Jahre bis hin zur antiwestlichen deutschen Weltkriegspropaganda.
Die Thesen Böhmes hatten erheblichen Einfluss auf die neuere Kaiserreichforschung vor allem im Umfeld der gerade entstehenden historischen Sozialwissenschaft. So sprach Hans-Ulrich Wehler in seinem Kaiserreichbuch von 1973 von einer „Sammlungspolitik im Kartell der staatserhaltenden und produktiven Stände 1876-1918 (…) die trotz gelegentlicher Risse das Fundament der Reichspolitik bis 1918“ gebildet habe. Hans Rosenberg sah 1967 einen „Kausal-, Funktions- und Sinnzusammenhang zwischen den langen Wechsellagen der Wirtschaft [Gründerkrise als Teil einer großen Depression von 1873 bis 1896] und den langfristigen Trends der politischen Struktur- und Konjunkturentwicklung.“ Bismarck habe diese Rahmenbedingungen geschickt genutzt. Damit habe er das Reich faktisch noch einmal neu gegründet. Bismarck war es, der „die neue nationale Wirtschafts- und Sozialpolitik der antiquierten Klassenhierarchie des innenpolitischen Herrschaftssystems anpasste: der Erhaltung der politischen und sozialen Vorrangstellung seiner Standesgenossen.“ Rosenberg erweiterte die These um den außenpolitischen Aspekt. Diese habe seither in Abhängigkeit vom Primat der militanten konservativ-autoritären Innenpolitik gestanden.

## Kritik
An einigen Grundbedingungen von Rosenbergs Vorstellungen hat die neuere Forschung erhebliche Kritik geübt. So hat Hans-Peter Ullmann darauf aufmerksam gemacht, dass die Existenz einer großen Depression von 1873 bis 1896 wirtschaftsgeschichtlich nicht gesichert sei, damit stünden auch die Schlussfolgerungen auf tönernen Füßen. Ebenso skeptisch ist er gegenüber der deterministischen Wirksamkeit der Entscheidungen von 1878/79. Zwar gab es ein Kartell der Konservativen und Nationalliberalen in den 1880er Jahren ebenso wie den Begriff der Sammlungspolitik. Aber sei dies nicht „mehr Parole als Politik, mehr Wunsch als Wirklichkeit“ gewesen?
Auch die Forschung zur Person Otto von Bismarcks meldete erhebliche Zweifel an der These einer langfristig geplanten Strategie an. Hier setzte sich in den letzten Jahrzehnten eher die Deutung durch, dass Bismarck auf Basis einer konservativen Grundüberzeugung ein erfahrener politischer Taktiker war, der stets mehrere Alternativen verfolgte und vielfach situativ entschied. Vor allem Otto Pflanze hat die Entscheidung von 1878 nicht als genialen Plan für ein dauerhaftes Zweckbündnis von Schwerindustrie und Landwirtschaft angesehen, sondern es habe sich schlicht um einen „Akt schieren Opportunismus“ in der konkreten Situation gehandelt.
In ihrer ursprünglichen Form gilt das Konzept der inneren Reichsgründung in der neueren Forschung als weitgehend überholt, auch wenn Hans-Ulrich Wehler in seiner Gesellschaftsgeschichte an ihm in modifizierter Form festgehalten hat. Teilweise wird das Argument geradezu umgedreht. Bismarck hatte zu Beginn des Reiches von einem labilen Gleichgewicht zwischen dem liberalen Bürgertum und den traditionellen Führungsschichten profitiert. Mit der anhaltenden Industrialisierung schwand das soziale Gleichgewicht. Der Politikwechsel von 1878 war danach keine innere Reichsgründung, sondern ein folgenreicher, als Machtsicherungshaltung weitgehend fehlgeschlagener Akt politischer Selbstverteidigung.
Dennoch war Böhmes These nicht fruchtlos. Sie überspitze den Wandel und die langfristigen Folgen. Unstrittig ist, dass der Politikwechsel von 1878/79 auf einem Wechsel der wirtschaftlichen und sozialen Umfeldbedingungen beruhte und keine autonome Entscheidung Bismarcks war. Die neue Politik war eine Zäsur in der anfangs liberal dominierten Reichseinigung und -gründung. Nach 1878 wurde der Liberalismus gespalten und irreparabel geschwächt. Seither begann ein dauerhafter Wandel der politischen Kultur.